# Bệnh phổi tắc nghẽn mạn tính
Bệnh phổi tắc nghẽn mạn tính (COPD, COAD hay COLD) là một dạng bệnh lý tắc nghẽn thông khí phổi được định tính là sự suy giảm thông khí mạn tính. Nó thường diễn tiến xấu dần theo thời gian. Các triệu chứng chính bao gồm khó thở, ho và sinh đờm. Đa số bệnh nhân viêm phế quản mạn tính có COPD.
Hút thuốc là nguyên nhân thường gặp nhất của COPD, với một số yếu tố khác như ô nhiễm không khí hay di truyền đóng vai trò nhỏ hơn. Ở các nước đang phát triển, một trong những nguồn ô nhiễm không khí là khói từ việc đốt lửa nấu ăn hay sưởi ấm dẫn thoát kém. Tiếp xúc lâu dài với những kích thích tố kể trên sẽ gây phản ứng viêm tại phổi dẫn đến kết quá là sự co hẹp các đường dẫn khí nhỏ và sự phá hủy mô phổi, gọi là khí phế thũng. Chẩn đoán dựa vào sự giảm khả năng thông khí, được đo bằng các bài kiểm tra thăm dò chức năng hô hấp. Trái ngược với hen suyễn, sự giảm thông khí của COPD không cải thiện đáng kể với chỉ định dược phẩm.
COPD có thể được ngăn ngừa bằng việc hạn chế tiếp xúc với các nguyên nhân đã biết, bao gồm các cố gắng giảm tần suất hút thuốc và tăng chất lượng không khí môi trường trong và ngoài nhà. Chỉ định COPD bao gồm: cai hút thuốc, chủng ngừa, phục hồi chức năng, hít thường xuyên các thuốc giãn phế quản và các steroid. Một số trường hợp có thể cải thiện bằng trị liệu oxy dài hạn hay ghép phổi. Ở những bệnh nhân có các đợt kịch phát cấp tính, tăng liều điệu trị hay nhập viện có thể cần thiết.
Trên toàn thế giới, COPD ảnh hưởng đến 329 triệu người, tức là gần 5% dân số. Năm 2012, nó xếp hạng ba trong các nguyên nhân tử vong hàng đầu, giết chết hơn 3 triệu người. Số ca tử vong được dự đoán là sẽ tăng lên do tăng tỷ lệ hút thuốc và do dân số già đi ở nhiều nước. COPD gây tổn thất kinh tế ước tính trị giá 2,1 ngàn tỷ vào năm 2010.
Theo kết quả nghiên cứu được thực hiện trên gần 2.600 người ở Hà Nội năm 2005, 6,8% số người trên 40 tuổi bị bệnh phổi tắc nghẽn mạn tính. Tại Khoa Hô Hấp Bệnh viện Bạch Mai, số bệnh nhân nội trú điều trị căn bệnh này chiếm 26%. Bệnh phổi tắc nghẽn mạn tính gây tử vong rất cao, chỉ đứng sau bệnh mạch vành, ung thư và tai biến mạch máu não..

## Các yếu tố nguy cơ
- Hút thuốc lá là yếu tố nguy cơ gây BPTNMT hàng đầu. Người hút thuốc dễ bị BPTNMT gấp 10 lần hơn người không hút thuốc. 80-90% bệnh nhân BPTNMT có hút thuốc. Gần 50% những người hút thuốc lâu dài sẽ bị BPTNMT (hút >20gói năm thì nguy cơ bị COPD là rất cao). Hút thuốc lá thụ động cũng là yếu tố nguy cơ gây bệnh.

Chú ý nhất là phụ nữ hút thuốc lá trong khi có thai nó ảnh hưởng không những phổi và sức khoẻ của người mẹ mà còn ảnh hưởng rất lớn đến sự trưởng thành của phổi con.
- Ô nhiễm môi trường: Ô nhiễm môi trường trong nhà với khói lò sưởi, khói bếp rơm, rạ, củi, than... gây nên khoảng 20% các trường hợp BPTNMT trên thế giới. Ô nhiễm không khí với khói của các nhà máy, khói của các động cơ giao thông, khói, bụi nghề nghiệp cũng là các yếu tố nguy cơ gây bệnh.

## Cơ chế sinh bệnh
- Bệnh PTNMT có liên quan đến phản ứng viêm và các yêu tố nguy cơ:khói thuốc lá,khí độc khi vào đường dẫn khí thì chính các khí này kích thích đại thực bào và các tế bào thượng bì tiết ra các TNF alpha và các chất trung gian gây viêm như IL8...Cho nên phản ứng viêm trong bệnh này chính là đáp ứng bảo vệ của đường hô hấp trước những tác động của khói thuốc và các chất độc khác.
- Thiếu alpha1 antiytripsin: đây là một chất ức chế một số protein như là neutrophile elastase làm gia tăng nguy cơ gây khí phế thủng; elastin là một thành phần chính của thành phế bào bị huỷ bởi neutrophile elastase. Sự mất quân bình giữa proteinase và antiproteinase nội sinh có thể gây nên sự phá huỷ phổi và có thể xảy ra do sự suy giảm hoạt tính của antiproteinase do stress oxy hóa, do thuốc lá và có thể do những yếu tố nguy cơ khác của BPTNMT.

## Sinh lý bệnh
- Sự giới hạn lưu lượng khí thở trong BPTNMT thường không hồi phục và chỉ có một số ít có khả năng hồi phục do hiện tượng tái cấu trúc lại gây xơ hoá và hẹp đường thở nhỏ. Những vị trí thường xảy ra là các tiểu phế quản hay một số các phế quản có đường kính dưới 2mmm.Chính chúng gây ra kháng lực đường thở (tăng > 2lần so với bình thường) cho nên khi đo chức năng hô hấp thì ta có FEV1 và FEV1/FVC giảm. Trong thực tế điều này chứng tỏ có sự giới hạn lưu lượng khí. Cũng chính sự tăng kháng lực đường thở này chúng tăng số lượng phá huỷ các tế bào,tăng khí phế thủng
- Tổn thương và khí phế thủng gây nên sự mất cân bằng giữa tỷ tưới máu và thông khí cho nên nó dẫn đến thiếu oxi máu, lúc đầu chỉ thiếu oxi máu khi gắng sức, sau đó tiến triển nặng dần dẫn đến thiếu oxi máu cả khi nghỉ ngơi.
- Tăng áp phổi và tâm phế mạn.

## Triệu chứng
Triệu chứng của BPTNMT phát triển chậm. Những triệu chứng đầu tiên có vẻ nhẹ, bệnh nhân thường cho rằng đây là chuyện không đáng quan tâm:
1. Ho - khi đầu vào buổi sáng, sau đó dần dần ho nhiều lần suốt ngày đêm
2. Ho ra đờm - lúc đầu ít, loãng, càng về sau càng đặc, khó khạc lên
3. Khó thở - lúc đầu chỉ thỉnh thoảng. Khi bệnh nặng, người bệnh luôn luôn thấy khó thở, không di chuyển được - nhiều trường hợp phải dùng mặt nạ thở oxy trường kỳ
4. Thở khò khè hay như hen suyễn - do phế nang bị sưng và đàm làm nghẽn
5. Mệt nhọc, thiếu sức
6. Ngực bị nén
7. Viêm phổi [10]

## Phân loại giai đoạn lâm sàng theo GOLD 2003
1. Giai đoạn 0: Những cá thể mang những yêu tố nguy cơ của bệnh.
2. Giai đoạn I: Ho mãn tính và khạc đàm. NHững triệu chứng này có thể tồn tại rất nhiều năm trước khi có các dấu hiệu của giới hạn lưu thông khí và thường bệnh nhân không để ý những triệu chứng này
3. Giai đoạn II: Giai đoạn này bệnh nhân thường có triệu chứng khó thở khi gắng sức và đây là giai đoạn bệnh nhân thường được chẩn đoán là BPTNMT.
4. Giai đoạn III, IV: triệu chứng khó thở ngày càng nặng thêm và xảy ra thường xuyên hơn..khi nghỉ ngơi. Đây là giai đoạn có thể có những biến chứng

## Phân độ trầm trọng của bệnh theo lâm sàng
1. Đợt bộc phát nhẹ: một trong các triệu chứng 
1. Nhiễm khuẩn đường hô hấp trên
2. Sốt không rõ nguyên nhân
3. Ho tăng và khi khám phổi có khả năng nghe được rale rít

2. Đợt bộc phát vừa có 2 trong ba triệu chứng
3. Đợt bộc phát nặng có 3 triệu chứng

## Biến chứng[11]
Nếu không được phát hiện và can thiệp sớm, bệnh phổi tắc nghẽn mạn tính có thể gây ra một số biến chứng nặng nề ảnh hưởng đến sức khỏe, chất lượng cuộc sống, thậm chí là tính mạng của bệnh nhân.
1. Tràn khí màng phổi: Người bệnh mắc bệnh ở giai đoạn nặng có tình trạng tắc nghẽn đường thở kéo dài dẫn tới hiện tượng lượng khí hít vào trong phế nang không được thở ra hết. Lượng khí tích tụ làm phế nan bị căng giãn, mỏng dần và vỡ khoang màn phổi, dẫn đến tràn khí màng phổi.
2. Bệnh tim mạch: Bệnh gây cản trở sự trao đổi khí, nồng độ oxy trong máu giảm, gây ảnh hưởng đến hoạt động của tim
3. Giảm tuổi thọ: Khoảng 30% bệnh nhân tử vong vì suy hô hấp cấp và mạn tính, tiếp sau đó là suy tim. Các nguyên nhân gây tử vong tiếp theo bao gồm: Nhiễm trùng hô hấp, nhồi máu phổi, rối loạn nhịp tim, ung thư phổi.

## Điều trị tóm tắt theo từng giai đoạn
| Giai đoạn | Điều trị được khuyến cáo sử dụng |
| --------- | --- |
| Tất cả    | Tránh những yếu tố nguy cơ, Tiêm phòng cúm |
| 0         | Như trên |
| I         | Thuốc giãn phế quản tác dụng ngắn |
| II        | Điều trị đều đặn với một hay hơn thuốc giãn phế quản, Tập luyện, Glucocorticosteroid khí dung nếu triệu chứng lâm sàng và chức năng hô hấp có đáp ứng                                                                  |
| III       | Điều trị đều đặn với một hay hơn thuốc giãn phế quản,Tập luyện, Glucocorticosteroid khí dung nếu triệu chứng lâm sàng và chức năng hô hấp có đáp ứng, các đợt bộc phát cấp                                             |
| IV        | Điều trị đều đặn với một hay hơn thuốc giãn phế quản,Tập luyện, Glucocorticosteroid khí dung nếu triệu chứng lâm sàng và chức năng hô hấp có đáp ứng, các đợt bộc phát cấp, điều trị biến chứng, oxy liệu pháp lâu dài |

## Tử vong

### Việt Nam
Theo Tổ chức Y tế Thế giới (WHO), căn bệnh phổi tắc nghẽn mạn tính đang hoành hành và cướp đi mạng sống của hơn 25.000 người Việt Nam mỗi năm và hiện còn đang tiếp tục tăng lên. Nhân ngày "Bệnh Phổi Tắc Nghẽn Mạn Tính Toàn Cầu", ở Sài Gòn ngày 19 Tháng Mười Một, 2019, Phó Giáo sư, Tiến sĩ, Bác sĩ Lê Thị Tuyết Lan, Phó Chủ tịch Hội Hô hấp Việt Nam, cho biết bệnh COPD đang chiếm vị trí thứ ba trong các bệnh lý gây chết hàng đầu, chỉ sau tai biến mạch máu não và nhồi máu cơ tim.